# Никола Янев (зограф)
Вижте пояснителната страница за други личности с името Никола Янев.
Никола Янев (Янов) Тасовски е български зограф, иконописец от Дебърската художествена школа.

## Биография
Роден е през 1843 година в голямата мияшка паланка Галичник, тогава в Османската империя, в семейството на Яне кехая (? – 1885). Учи при Христо Макриев и заедно с него обикаля и рисува в Сярско, Драмско, Неврокопско, Правища, Лерин и на други места. Около 1873 година заработва самостоятелно из македонските храмове.
Около 1880 година се мести в Свободна България и с Алексо Василев и Евгений Попкузманов рисува църквата „Свети Спас“ в село Кътина. На западната стена отвътре има надпис „Кой исписалъ църквата Никола Ѧновъ Евгениѧ п. КȢзмановъ Алексо Василовъ Дебрели: о: с: Галичникъ“. Със стенописи са покрити стените, таванът и куполите. Дело на Никола Янев са изображенията в южния певник – светците Георги, Теодор Стратилат, Тарах, Сергий, Никита и Меркурий с Христос Вседържител над тях в купола, евангелисти и пророци. Останалите стенописи са дело на Алексо Василев и Евгений Попкузманов. На южната стена са светците Пантелеймон, Трифон, Стилиян, Теопемп, Агапий, Константин и Елена, на северната – Сава, Антоний, Козма и Дамян, Никита, Артемий и Прокопий, Петър Александрийски с Христос, а на западната – Йосиф, Йон, Дамаскин, Пахомий, ангел, Арсений Нови, Симеон Дивногорец, Взятие Илино, Анастас и Марина. Фигурите са с обикновен колорит и излъчват суровост. Като величина са по-големи от естествената и са несъразмерни и разкривени. Иконите не са подписани и датирани, но са дело на Никола Янев.
Заедно със сина си Соломон работи в храма „Свети Георги“ в софийското село Бистрица (1883). След това изписват църквата „Успение Богородично“ в брезнишкото село Слаковци, строена в 1870 година. Ктиторският надпис гласи „Изобразисѧ сеїи Бжственй храмъ Оуспение Пресветиѧ Богорицы: на 1888 г. свещеникъ быивши: П: Никола П: Хрїстовъ: с. Слаковци Изъ рȢкіи Никола Ѧновъ и син мȢ Соломонъ ѿ село Галичникъ 1888“. Стенописите са сцени от Писанието и образи на светци. Колоритът е суров, фоновете са светлосини и като цяло стенописите са неудачни.
В 1890 година Никола Янев работи из букурещките църкви. През 1895 година към него се присъединява синът му Соломон и двамата рисуват стенописите в църквите „Св. св. Константин и Елена“ и „Свети Йоан Предтеча“ в Слатина. В Слатинско работи в селата Томени, Присяка (два храма), Добротяса и Татулещи. В Александрийско – в „Свети Архангели Михаил и Гавриил“ в Спътърей, в „Света Параскева“ в Пятра и други. Към тях се присъединяват и по-малките братя на Соломон – Вениамин и Рафаил.
През Балканската война Никола Янев напуска Румъния и се установява в Битоля, където в 1913 година умира.

## Родословие
|  |  |                 |                 |                 |                 |                 |                 |  |  | Никола Янев (1843 – 1913) |                  |                  |                  |                  |                  |  |  |                |                |                |                |                |                |  |  |  |  |  |  |  |  |  |  |  |  |  |  |  |  |
|  |  |                 |                 |                 |                 |                 |                 |  |  |                           |                  |                  |                  |                  |                  |  |  |                |                |                |                |                |                |  |  |  |  |  |  |  |  |  |  |  |  |  |  |  |  |
|  |  |                 |                 |                 |                 |                 |                 |  |  |                           |                  |                  |                  |                  |                  |  |  |                |                |                |                |                |                |  |  |  |  |  |  |  |  |  |  |  |  |  |  |  |  |
|  |  | Соломон Николов | Соломон Николов | Соломон Николов | Соломон Николов | Соломон Николов | Соломон Николов |  |  | Вениамин Николов          | Вениамин Николов | Вениамин Николов | Вениамин Николов | Вениамин Николов | Вениамин Николов |  |  | Рафаил Николов | Рафаил Николов | Рафаил Николов | Рафаил Николов | Рафаил Николов | Рафаил Николов |  |  |  |  |  |  |  |  |  |  |  |  |  |  |  |  |